# Nuoto ai campionati europei di nuoto 2016 - 50 metri dorso maschili
La gara dei 50 metri dorso maschili degli Europei 2016 si è svolta il 18 e il 19 maggio 2016. Il 18 maggio si sono svolte batterie (al mattino) e semifinali (al pomeriggio), mentre la finale nel pomeriggio del giorno seguente.

## Podio
| Pos.    | Atleta             | Nazione  |
| ------- | ------------------ | -------- |
| Oro     | Camille Lacourt    | Francia  |
| Argento | Richárd Bohus      | Ungheria |
| Bronzo  | Grigorij Tarasevič | Russia   |

## Record
Prima della manifestazione il record del mondo (RM), il record europeo (EU) e il record dei campionati (RC) erano i seguenti.
| Record mondiale       | 24"04 | Liam Tancock    | 2 agosto 2009 Roma      |
| Record europeo        | 24"04 | Liam Tancock    | 2 agosto 2009 Roma      |
| Record dei campionati | 24"04 | Camille Lacourt | 12 agosto 2010 Budapest |

Durante la competizione non sono stati migliorati record.

## Risultati

### Batterie
Le batterie sono state dispute il 18 maggio alle 11.04 ora locale.
| Pos | Batteria | Corsia | Atleta               | Nazionalità   | Tempo | Note |
| --- | -------- | ------ | -------------------- | ------------- | ----- | ---- |
| 1   | 4        | 4      | Grigorij Tarasevič   | Russia        | 24.85 | Q    |
| 2   | 5        | 4      | Camille Lacourt      | Francia       | 24.93 | Q    |
| 3   | 3        | 4      | Tomasz Polewka       | Polonia       | 25.00 | Q    |
| 4   | 3        | 3      | Jonatan Kopelev      | Israele       | 25.17 | Q    |
| 5   | 3        | 5      | Shane Ryan           | Irlanda       | 25.19 | Q    |
| 6   | 3        | 2      | Robert Glință        | Romania       | 25.23 | Q    |
| 7   | 4        | 6      | Guy Barnea           | Israele       | 25.25 | Q    |
| 8   | 5        | 5      | Nikita Ulyanov       | Russia        | 25.29 | Q    |
| 9   | 5        | 7      | Richárd Bohus        | Ungheria      | 25.44 | Q    |
| 10  | 4        | 3      | Simone Sabbioni      | Italia        | 25.45 | Q    |
| 11  | 5        | 3      | Carl-Louis Schwarz   | Germania      | 25.54 | Q    |
| 12  | 5        | 6      | Viktar Staselovich   | Bielorussia   | 25.55 | Q    |
| 12  | 5        | 2      | Apostolos Christou   | Grecia        | 25.55 | Q    |
| 14  | 4        | 5      | Chris Walker-Hebborn | Gran Bretagna | 25.59 | Q    |
| 15  | 4        | 2      | Ralf Tribuntsov      | Estonia       | 25.74 | Q    |
| 16  | 3        | 8      | Baskalov İskender    | Turchia       | 25.81 | Q    |
| 17  | 4        | 1      | Doruk Tekin          | Turchia       | 25.84 |      |
| 18  | 5        | 1      | Benjamin Stasiulis   | Francia       | 25.93 |      |
| 19  | 5        | 0      | David Gamburg        | Israele       | 25.96 |      |
| 20  | 5        | 8      | Daniel Macovei       | Romania       | 26.05 |      |
| 21  | 5        | 9      | Tomáš Franta         | Rep. Ceca     | 26.07 |      |
| 22  | 1        | 6      | Markus Lie           | Norvegia      | 26.18 |      |
| 23  | 2        | 6      | Karl Luht            | Estonia       | 26.22 |      |
| 24  | 4        | 7      | Michail Kontizas     | Grecia        | 26.24 |      |
| 25  | 1        | 2      | Boris Kirillov       | Azerbaigian   | 26.29 |      |
| 26  | 3        | 9      | Ģirts Feldbergs      | Lettonia      | 26.31 |      |
| 27  | 2        | 5      | Daniel Martin        | Romania       | 26.43 |      |
| 28  | 4        | 0      | Gytis Stankevičius   | Lituania      | 26.44 |      |
| 29  | 2        | 9      | Marko Krce Rabar     | Croazia       | 26.46 |      |
| 30  | 2        | 4      | Luke Greenbank       | Gran Bretagna | 26.50 |      |
| 31  | 3        | 0      | Mattias Carlsson     | Svezia        | 26.51 |      |
| 32  | 4        | 8      | Kristian Komlenić    | Croazia       | 26.53 |      |
| 33  | 2        | 1      | Petter Fredriksson   | Svezia        | 26.55 |      |
| 34  | 2        | 0      | Ege Başer            | Turchia       | 26.57 |      |
| 35  | 2        | 3      | Gabriel Lopes        | Portogallo    | 26.58 |      |
| 36  | 3        | 1      | Endri Vinter         | Estonia       | 26.65 |      |
| 37  | 1        | 7      | Anton Loncar         | Croazia       | 26.67 |      |
| 38  | 4        | 9      | Balázs Zámbó         | Ungheria      | 26.70 |      |
| 39  | 1        | 4      | Axel Pettersson      | Svezia        | 26.73 |      |
| 40  | 2        | 8      | Teo Kolonić          | Croazia       | 26.74 |      |
| 41  | 2        | 2      | Andrei Gussev        | Estonia       | 26.76 |      |
| 42  | 2        | 7      | Pāvels Vilcāns       | Lettonia      | 26.94 |      |
| 43  | 1        | 5      | Berk Özkul           | Turchia       | 27.03 |      |
| 44  | 1        | 3      | Thomas Maurer        | Svizzera      | 27.13 |      |
| 45  | 1        | 1      | Bogdan Plavin        | Ucraina       | 28.75 |      |
| -   | 3        | 6      | Gábor Balog          | Ungheria      | DNS   | DNS  |
| -   | 3        | 7      | Alexis Santos        | Portogallo    | DNS   | DNS  |

### Semifinali
Le semifinali sono state disputate il 18 maggio alle 19.49 ora locale.

#### Semifinale 1
| Rank | Lane | Name                 | Nationality   | Time  | Notes |
| ---- | ---- | -------------------- | ------------- | ----- | ----- |
| 1    | 4    | Camille Lacourt      | Francia       | 24.79 | Q     |
| 2    | 3    | Robert Glință        | Romania       | 24.97 | Q     |
| 3    | 6    | Nikita Ulyanov       | Russia        | 25.06 | Q     |
| 4    | 5    | Jonatan Kopelev      | Israele       | 25.20 | Q     |
| 5    | 7    | Viktar Staselovich   | Bielorussia   | 25.25 |       |
| 6    | 1    | Chris Walker-Hebborn | Gran Bretagna | 25.36 |       |
| 7    | 2    | Simone Sabbioni      | Italia        | 25.37 |       |
| 8    | 8    | Baskalov İskender    | Turchia       | 25.94 |       |

#### Semifinale 2
| Rank | Lane | Name               | Nationality | Time  | Notes |
| ---- | ---- | ------------------ | ----------- | ----- | ----- |
| 1    | 5    | Tomasz Polewka     | Polonia     | 24.87 | Q     |
| 2    | 4    | Grigorij Tarasevič | Russia      | 25.02 | Q     |
| 3    | 2    | Richárd Bohus      | Ungheria    | 25.04 | Q     |
| 4    | 6    | Guy Barnea         | Israele     | 25.09 | Q     |
| 5    | 1    | Apostolos Christou | Grecia      | 25.28 |       |
| 6    | 3    | Shane Ryan         | Irlanda     | 25.32 |       |
| 7    | 7    | Carl-Louis Schwarz | Germania    | 25.77 |       |
| 8    | 8    | Ralf Tribuntsov    | Estonia     | 25.84 |       |

### Finale
La finale è stata disputata il 19 maggio alle 19.32 ora locale.
| Rank | Lane | Name               | Nationality | Time  | Notes |
| ---- | ---- | ------------------ | ----------- | ----- | ----- |
|      | 4    | Camille Lacourt    | Francia     | 24.77 |       |
|      | 2    | Richárd Bohus      | Ungheria    | 24.82 |       |
|      | 6    | Grigorij Tarasevič | Russia      | 24.86 |       |
| 4    | 7    | Nikita Ulyanov     | Russia      | 24.96 |       |
| 5    | 8    | Jonatan Kopelev    | Israele     | 25.00 |       |
| 6    | 1    | Guy Barnea         | Israele     | 25.02 |       |
| 7    | 3    | Robert Glință      | Romania     | 25.03 |       |
| 7    | 5    | Tomasz Polewka     | Polonia     | 25.03 |       |